# Nicole Noevers
Nicole Noevers (* 25. Juli 1968 in Celle) ist eine ehemalige niederländische Moderatorin im deutschen Fernsehen.

## Leben und Karriere
Noevers absolvierte von 1989 bis 1996 ein Journalistikstudium in Dortmund sowie von 1991 bis 1992 ein Volontariat beim WDR. Von 1992 bis 1993 studierte sie Politikwissenschaften am Institut d’études politiques de Paris und Broadcasting an der Brigham Young University in Provo im US-Bundesstaat Utah. Danach war sie als Redakteurin beim WDR in Köln tätig. Zugleich arbeitete sie für Euronews in Lyon und bei Radio France Internationale in Paris. 1997 war sie Moderatorin bei QVC in Düsseldorf, bis sie Oktober 1997 als Moderatorin zum Sat.1-Landesstudio Nordrhein-Westfalen nach Dortmund wechselte.
Ab März 1999 hatte Noevers werktäglich um 16 Uhr auf ProSieben ihre eigene Talkshow Nicole – Entscheidung am Nachmittag. Diese wurde jedoch wegen sinkender Quoten, der Umstellung auf Scripted Reality und der Kritik am Einsatz von Laien-Schauspielern im Dezember 2001 nach über 600 Folgen eingestellt.
Von Januar 2003 bis Mai 2006 war sie als Moderatorin bei der wochentäglichen Wissenssendung K1 Journal auf kabel eins zu sehen. Noevers zog anschließend nach Frankreich, bekam zwei Töchter (* 2008 und * 2009) und heiratete. Im Jahr 2010 zog sie mit ihrer Familie in die Nähe von München.
Anfang der 2010er Jahre begann sie, als Moderatorin auf Kongressen zu agieren. Weiterhin ist Noevers als Coach für Führungskräfte und Moderatorin von Podiumsdiskussionen tätig.
Sie lebt mit ihren beiden Töchtern und ihrem Ehemann seit Sommer 2020 in der Nähe von Genf.